# Alina Perth-Grabowska

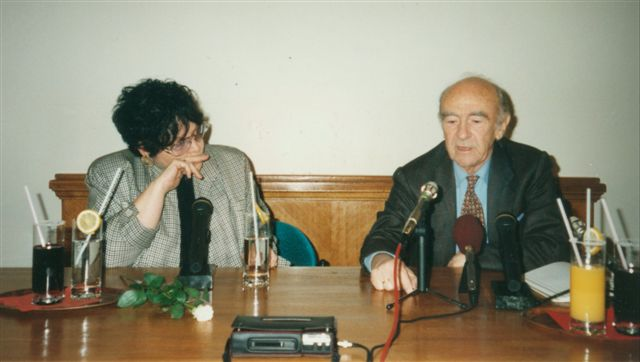
Alina Grabowska z Karlem Dedeciusem – Warszawa, 1995

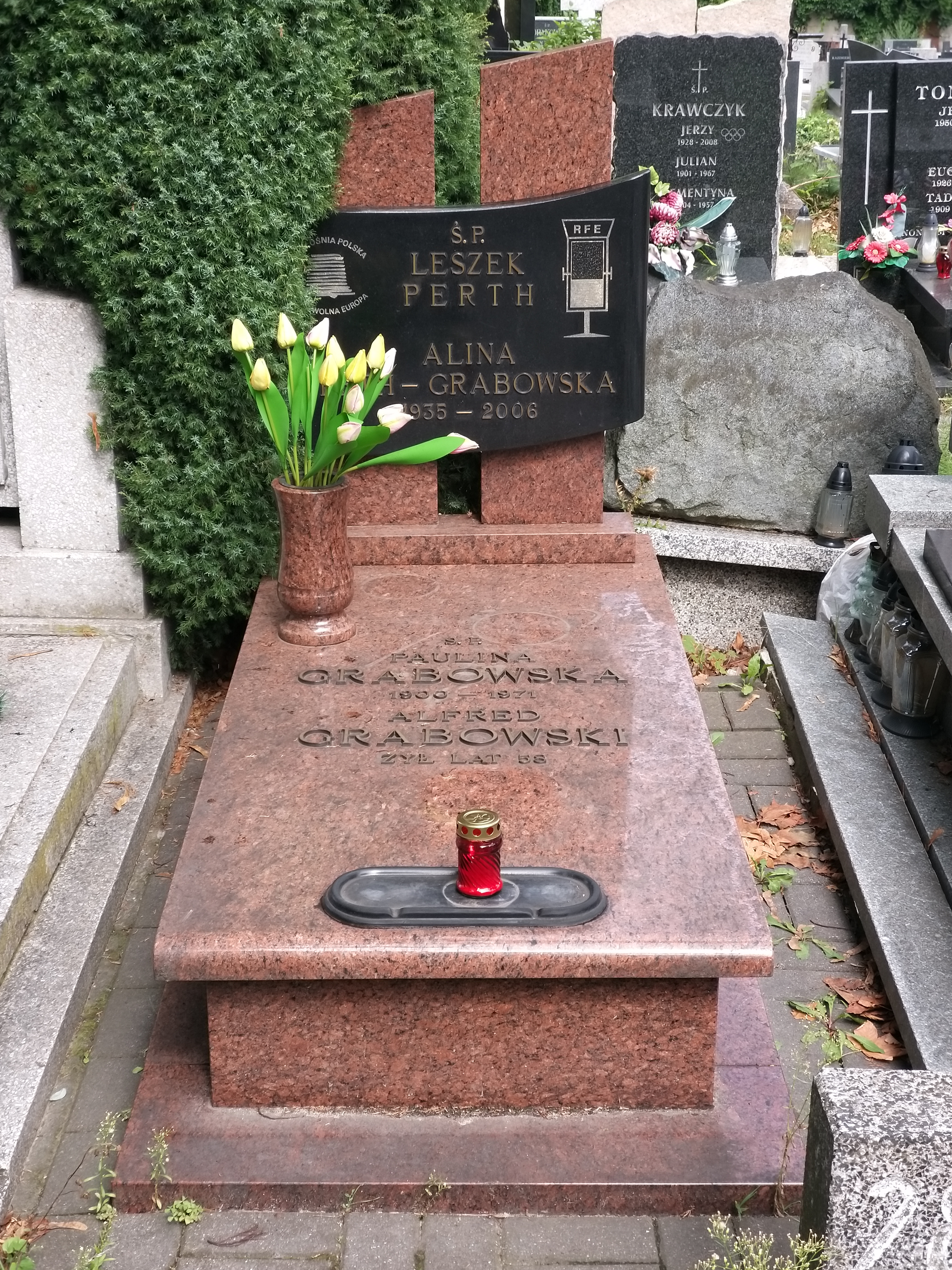
Grób Aliny Perth-Grabowskiej na Rzymsko-Katolickim Cmentarzu Św. Józefa w Łodzi (kwatera 28)

Alina Perth-Grabowska (ur. 12 kwietnia 1935 w Łodzi, zm. 22 czerwca 2006 w Monachium) − polska dziennikarka i publicystka, w latach 1972-1994 etatowa dziennikarka Rozgłośni Polskiej Radia Wolna Europa w Monachium. 

## Życiorys
Córka Alfreda i Pauliny. W 1951 ukończyła VII LO im. Stefanii Sempołowskiej w Łodzi, następnie studiowała polonistykę na Uniwersytecie Łódzkim w Łodzi. Następnie była dziennikarką łódzkiego „Głosu Robotniczego”. Była także współzałożycielką satyrycznego teatru „Pstrąg” i kierownikiem literackim Teatru Ziemi Łódzkiej. Po wyjeździe na emigrację, nim osiadła w Monachium, pracowała w telawiwskiej polskojęzycznej gazecie „Nowiny i Kurier”. W Niemczech wieloletnia dziennikarka Rozgłośni Polskiej Radia Wolna Europa; początkowo w redakcji Dziennika radiowego, a wkrótce w Dziale Programowym. Komentatorka audycji "Fakty, wydarzenia, opinie", następnie autorka komentarzy dnia, w których na zlecenie Jana Nowaka-Jeziorańskiego określała stanowisko Rozgłośni w różnych kwestiach. Była atakowana przez propagandę PRL, co po latach opisał prof. Paweł Machcewicz.
Po 1989 przez wiele lat popularyzowała nagrania i historię Rozgłośni Polskiej oraz jej pierwszego dyrektora, Jana Nowaka-Jeziorańskiego. 
Była inicjatorką uroczystości pożegnania pracowników Rozgłośni Polskiej RWE ze słuchaczami, które odbyły się w dniach 20-21 czerwca 1994 w Poznaniu, z udziałem Prezydenta RP Lecha Wałęsy i Jana Nowaka-Jeziorańskiego oraz kilkudziesięciu pracowników RP RWE. Otrzymała w tym czasie list prezydenta USA Billa Clintona, skierowany do wszystkich odchodzących wówczas z RWE pracowników. 
Po zakończeniu działalności Rozgłośni Polskiej RWE, była w latach 1995−2006 założycielką i sekretarzem wykonawczym Stowarzyszenia Pracowników Rozgłośni Polskiej Radia Wolna Europa w Warszawie. Prowadziła też w Polskim Radiu audycje pt. „Z archiwum Radia Wolna Europa” i relacje ze spotkań i debat, organizowanych w warszawskim „Klubie RWE” (istniejącym do 2019), który w 2009 został nazwany jej imieniem. Związana ze Stiftung zur Förderung der Deutsch-Polnischen Verständigung e.V. (z siedzibą w Monachium i Warszawie).
Była ponadto m.in. autorką cyklicznych felietonów w „Dzienniku Polskim”. W toruńskim czasopiśmie "Archiwum Emigracji" ukazały się jej rozmowy z Janem Nowakiem-Jeziorańskim i Zygmuntem Michałowskim.
W 1995 została odznaczona Krzyżem Oficerskim Orderu Odrodzenia Polski, a w 2006, pośmiertnie - Krzyżem Komandorskim tegoż Orderu. W 2005 r. w imieniu pracowników Rozgłośni Polskiej RWE odebrała Medal 80-lecia Polskiego Radia. 
Była żoną dziennikarza RWE Leszka Pertha. Mieszkała w Konstancinie-Jeziornie i Monachium. 
Pochowana na Rzymsko-Katolickim Cmentarzu Św. Józefa w Łodzi przy ulicy Ogrodowej 39, w grobie rodzinnym (kwatera 28).

## Twórczość
- Polska w komentarzach (t. I-II; Polska Fundacja Kulturalna, Londyn 1999, ISBN 0-85065-264-2)

Opracowania
- Tu Rozgłośnia Polska RWE. Stowarzyszenie Pracowników RP RWE (wybór tekstów: Alina Perth-Grabowska, Bogdan Żurek; red. Andrzej Dusza, Krzysztof Dobrecki; „Przegląd Koniński” na zlecenie Stowarzyszenia Pracowników Rozgłośni Polskiej Radia Wolna Europa, Konin 1995, ISBN 83-904212-0-8)
- PRL atakuje Radio „Wolna Europa”: teksty, rysunki i karykatury z prasy, radia, telewizji i wydawnictw książkowych (Towarzystwo Przyjaciół Ossolineum, Wrocław 2002, ISBN 83-7095-055-8)
- Wspomnienia pracowników Rozgłośni Polskiej Radia Wolna Europa (Oficyna Wydawnicza "Rytm", Warszawa 2002, ISBN 83-88794-64-7)

Udział w pracach zbiorowych
- Zarys historii „Wolnej Europy”, [w:] Pomoc Krajowi przez niepodległościowe uchodźstwo 1945–1990 (red. Roman Lewicki, Polskie Towarzystwo Naukowe na Obczyźnie, Londyn 1995, ISBN 0902763113, s. 60–75, seria: "Materiały do Dziejów Polskiego Uchodźstwa Niepodległościowego", t. 5; pozostali autorzy: Krystyna Asipowicz-Tracewska, Stanisław Bask-Mostwin, Benedykt Heydenkorn, Jan Krok-Paszkowski, Mieczysław Paszkiewicz, Jerzy Radomyski, Jerzy Skowronek, Edward Szczepanik)